# Crăciun Ionescu
Crăciun Ionescu a fost un scriitor român, expert în problemele Orientului Apropiat.

## Biografie
A fost corespondent al Agerpres la Beirut, de unde a fost chemat în țară în anul 1976 după ce corespondentul de presă al ziarului Scânteia la Paris, Paul Diaconescu, a rămas în străinătate.

## Distincții
- Medalia „40 de ani de la înființarea Partidului Comunist din Romînia” (6 mai 1961) „pentru merite în activitatea de partid și întărirea regimului democrat-popular”[2]

## Activitate publicistică

### Cărți
- Ceața brună deasupra Bonnului (Ed. Științifică, 1962)
- Corespondent în Orientul Mijlociu (Ed. Politică, 1981)
- Furtună deasupra Orientului. Oameni, fapte și întâmplări din Orientul Mijlociu (Ed. Politică, 1985)
- Zile fierbinți în Orient (Ed. Politică, 1988)
- Secretele operațiunii „Furtuna deșertului” (Ed. Militară, 1991)
- Misterele serviciilor secrete (Ed. Militară, 1992)

### Articole
- Kuweit, "Lumea", 1975, no.8, p.16-17.
- Maroc, "Lumea", 1975, no.9, p.15-16
- Iordania, "Lumea", 1975, no.21, p.17.
- Alep, "Lumea", 1975, no.37, p.16-17.
- Irak. Pe meleagurile Babilonului, "Lumea", 1976, no.29, p.17-18.
- În sudul Siriei, "Lumea", 1976, no.47, p.15.
- Beduinii, "Lumea", 1977, no.2, p.16-18.
- La capătul Peninsulei Sinai, "Lumea", 1982, no.19, p.16-17.
- Secvențe egiptene, "Lumea", 1987, no.47, p.16-17.
- Arabia Saudită, după șase decenii de existență, “PA”, 1(1993), no.1, p.7
- Jamahiriya Arabă Libiană - Marele fluviu artificial de sub nisipurile deșertului, “PA”, 1(1993), no.1, p.8.
- Irak. Eternul Babilon, “PA”, 1(1993), no.1, p.8.
- Primăvara siriană, “PA”, 1(1993), no.1, p.10.
- Popas la Amman, “PA”, 1(1993), no.2, p.5.
- Bagdad - capitala "Țării dintre fluvii", “PA”, 1(1993), no.2, p.5.
- Qatar. Cel mai industrializat dintre statele Golfului. Kuweit. Pe țărmul golfului de smarald, “PA”, 1(1993), no.2, p.7.
- Siria: însemnări despre țară, oameni, prieteni, “PA”, 1(1993), no.3, p.6.